# Distretto di Soukhoumma
Il distretto di Soukhoumma è uno dei dieci distretti (mueang) della provincia di Champasak, nel Laos.  Ha come capoluogo la città di Soukhoumma.